# 공표
공표(公表)는 여러 사람에게 널리 드러내어 알리는 것을 말한다. 대한민국 국립국어원에서는 ‘공개 발표’, ‘발표’등 한국어 순화어를 쓰도록 다듬었다. 통계, 법학, 기록학 등에 쓰인다.
대한민국 법률상 정의는 
| “ | 국가기관 등이 정보통신망 등을 통해 공공정보를 일반국민에게 공개하는 것을 말한다 | ” |
|   | — 공공정보 제공 지침 제2조 용어의 정의                                          |   |

## 종류

### 정보제공적 성격
대국민 홍보강화, 행정정보 공표, 정보공개 및 사전정보공표제도 등이 있다.
행정의 적정성 확보를 목적으로 행정 기준 설정, 공표함으로써 행정과정을 투명화하고 민주화한다.
행정의 통일화로 내부기준을 설정하여 행정결정에 대한 국민의 신뢰를 보호한다.
- 저작권
  - 저작권 침해
- 출판
  - 전자 출판
  - 탁상출판

### 위법사실에 대한 재재
행정기관이 행정권 발동으로서의 행정업무를 수행하는 데 있어 밟아야 할 기본적인 행정적 절차로, 행정처분 기준의 설정, 공표, 청문, 기록열람 및 이유부기 등이 있다.
행정상 공표는 법률이나 조례 중에 행정상의 권고나 지도에 따라하지 않은 자가 있는 경우 그 자의 성명이나 위반사실을 일반인에게 공개한다는 것으로 상대방의 명예, 신용의 저하라는 제재에 의하여 의무이행을 확보하려는 제도이다.
불특정 다수인에게 널리 알리는 법적 의미로 인권침해를 야기할 여지가 크므로 신중히 사용해야 한다.
- 행정상의 공표
- 위반사실의 공표
- 피의사실 공표죄

## 대한민국
대한민국 법률에 규정된 공표의 종류
- 행정절차법 제20조의 규정에 의한 행정처분기준의 공표
- 형법 제126조와 관련한 피의사실 공표
- 행정규제기본법 제3조 제3항의 규정에 의한 조례규칙에 규정된 규제의 등록 및 공표에 관한 필요한 조치

## 용어
- 공표(公表), 공포(公布)

확정된 법령의 시행을 알리는 행위
- 공고(公告)

확정되지 않은 헌법 개정안, 예산안 등 법령외 사항을 널리 알리는 행위로 일시적 또는 단기간의 일정한 사항을 알리는 경우로 법적 구속력이 없다.
- 고시(告示)

행정규칙의 일종으로 일반적인 사항을 국민에게 알리는 행위이다. 일단 정한 후 개정 또는 폐지되지 않는 한 계속적으로 효력이 있는 사항이며, 경우에 따라 법적 구속력을 가진다

## 판례
고시의 법적 성질은 고시의 내용에 따라서 달리 결정되며 고시가 일반, 추상적 성격을 가질 때에는 법규명령 또는 행정규칙에 해당하지만, 고시가 구체적인 규율의 성격을 갖는 다면 행정처분에 해당한다.

## 같이 보기
- 공화국 선포